# Questa fragile bellezza
Questa fragile bellezza è il terzo album in studio della cantautrice italiana Giordana Angi, pubblicato il 28 ottobre 2022.

## Descrizione
A un anno di distanza dal secondo progetto Mi muovo, Angi pubblica il terzo album in studio Questa fragile bellezza tornando a collaborare con i produttori Antonio Iammarino, Gabriele Cannarozzo e Cesare Chiodo, arrivando a comporre trenta brani, selezionandone infine dodici. Angi ha raccontato il significato dell'album:
(Giordana Angi)

La cantante ha inoltre raccontato di associare il progetto discografico al libro L'arte di essere fragili di Alessandro D'Avenia:
(Giordana Angi)

## Promozione
Il primo singolo estratto dal progetto, Passeggero, è stato pubblicato il 26 novembre 2021. Il secondo singolo estratto, Le cose che non dico è stato pubblicato il 22 aprile 2022.
Il 21 settembre 2022 pubblica il terzo brano estratto dall'album, Un autunno fa, e annuncia la pubblicazione del progetto per il 28 ottobre successivo.

## Accoglienza
| Recensione       | Giudizio |
| ---------------- | -------- |
| All Music Italia | 7/10     |

Umberto Salvato di All Music Italia assegna al progetto 7 punti su 10, scrivendo che l'artista affronta canzoni che "raccontano non di una bellezza, ma Della Bellezza, quella con la lettera maiuscola; [...] raggiunta con la consapevolezza del tempo, [...] legata all'aver perso e al sentirsi persi", sottolineando l'uso del termine fragilità nel titolo, poiché descrive il senso di "incomunicabilità" e "solitudine" portatori di un "dolore che la avvolge, che si trasforma, viaggia, si irradia e diventa una nuova consapevolezza" per la cantante. Il giornalista inoltre afferma che "la cantautrice stupisce sempre per la bravura nella creazione di immagini emozionanti", ritenendo i brani Un autunno fa e Dalla parte di chi i migliori risultati di tale processo.

## Tracce
Testi e musiche di Gabriele Cannarozzo, Antonio Iammarino e Giordana Angi eccetto dove indicato.
1. Notte per andare via – 3:12
2. Un autunno fa – 3:13
3. Molecole – 3:52
4. Un'altra storia – 3:08
5. Aereo a vela – 3:37 (testo: Giordana Angi – musica: Cesare Chiodo)
6. La fine non ci divide – 3:20
7. Dalla parte di chi – 3:26
8. Stella fissa – 2:59
9. Il dolore se ne va – 3:26
10. Mantova – 2:59 (testo: Giordana Angi – musica: Federico Nardelli e Giordano Colombo)
11. Le cose che non dico – 2:45 (testo: Antonio Iammarino e Giordana Angi – musica: Texas Gaynor)
12. Passeggero – 3:18 (testo: Antonio Iammarino e Giordana Angi – musica: Cesare Chiodo)

## Classifiche
| Classifica (2022) | Posizione massima |
| ----------------- | ----------------- |
| Italia            | 27                |